# Evertsen (Schiff, 2005)
Die Fregatte Evertsen (Kennung: F805) ist die vierte Luftverteidigungs- und Führungsfregatte (LCF) der De-Zeven-Provinciën-Klasse der Königlich Niederländischen Marine. In Literatur und marineintern wird das Schiff auch als Zr.Ms. Evertsen bezeichnet, zuvor als Hr.Ms. Evertsen.

## Name
Der Name Evertsen erinnert an die Familie Evertsen aus der Provinz Zeeland, aus der vor allem im 17. Jahrhundert viele bekannte Seefahrer hervorgingen, von denen ein Teil auch in der damaligen niederländischen Marine diente. Die bekanntesten unter ihnen sind heute noch die Leutnantadmirale Johan Evertsen und Cornelis Evertsen.

## Schiffsplattform
Die De-Zeven-Provinciën-Klasse wurde im Rahmen eines trilateralen Abkommens zur Entwicklung einer gemeinsamen Schiffsplattform zwischen der Bundesrepublik Deutschland, den Niederlanden und Spanien („Trilateral Frigate Cooperation“, TFC) entwickelt. In Deutschland wurde im Rahmen dieses Abkommens die Sachsen-Klasse gebaut, in Spanien die Álvaro-de-Bazán-Klasse. Die Evertsen gehört zu den zwei Schiffen ihrer Klasse, die nicht speziell als Führungsschiff ausgelegt sind.

## Geschichte
Das Schiff wurde am 6. September 2001 auf der Koninklijke Schelde-Werft in Vlissingen in den Niederlanden auf Kiel gelegt. Der Stapellauf erfolgte am 19. April 2003. Das Schiff wurde am 10. Juli 2005 in Dienst gestellt.
Im Jahr 2007 war das Schiff Teil der Standing NATO Maritime Group 1 (SNMG 1). Während eines Einsatzes im Roten Meer beteiligte sich die Gruppe an einer Rettungsmission für die von einem Vulkanausbruch betroffene jemenitische Garnison auf der Insel Jabal al-Tair, in deren Verlauf die Evertsen zwei Personen retten konnte.
Im Februar 2008 testete die niederländische Marine ein Vorserienmodell des Hubschraubers NH90 an Bord der Evertsen in Den Helder. Danach fuhr das Schiff bis Juli 2008 Geleitschutz für Schiffe des Welternährungsprogramms, um diese gegen die Piraterie vor der Küste Somalias zu schützen.
Im zweiten Halbjahr 2009 wurde das Schiff im Rahmen der Operation Atalanta zum Flaggschiff der Operation. Von 2011 bis 2014 war die Evertsen wiederholt für jeweils mehrere Monate Teil der Operation Ocean Shield am Horn von Afrika. Von Mai bis August 2012 diente sie als Flaggschiff der Operation.
Bei der Krönung Willem-Alexanders am 30. April 2013 fand damit erstmals nach Niederschrift der Richtlinie zum Gebrauch der Präfixe die damit verbundene Zeremonie stellvertretend für alle Schiffe der Flotte aufgrund der Änderung des Staatsoberhauptes von Königin auf König statt.
Während einer Werftliegezeit in Den Helder brach am 29. August 2024 in einem der Dieselgeneratoren des Schiffes ein Brand aus; dabei wurde niemand verletzt.

## Bilder

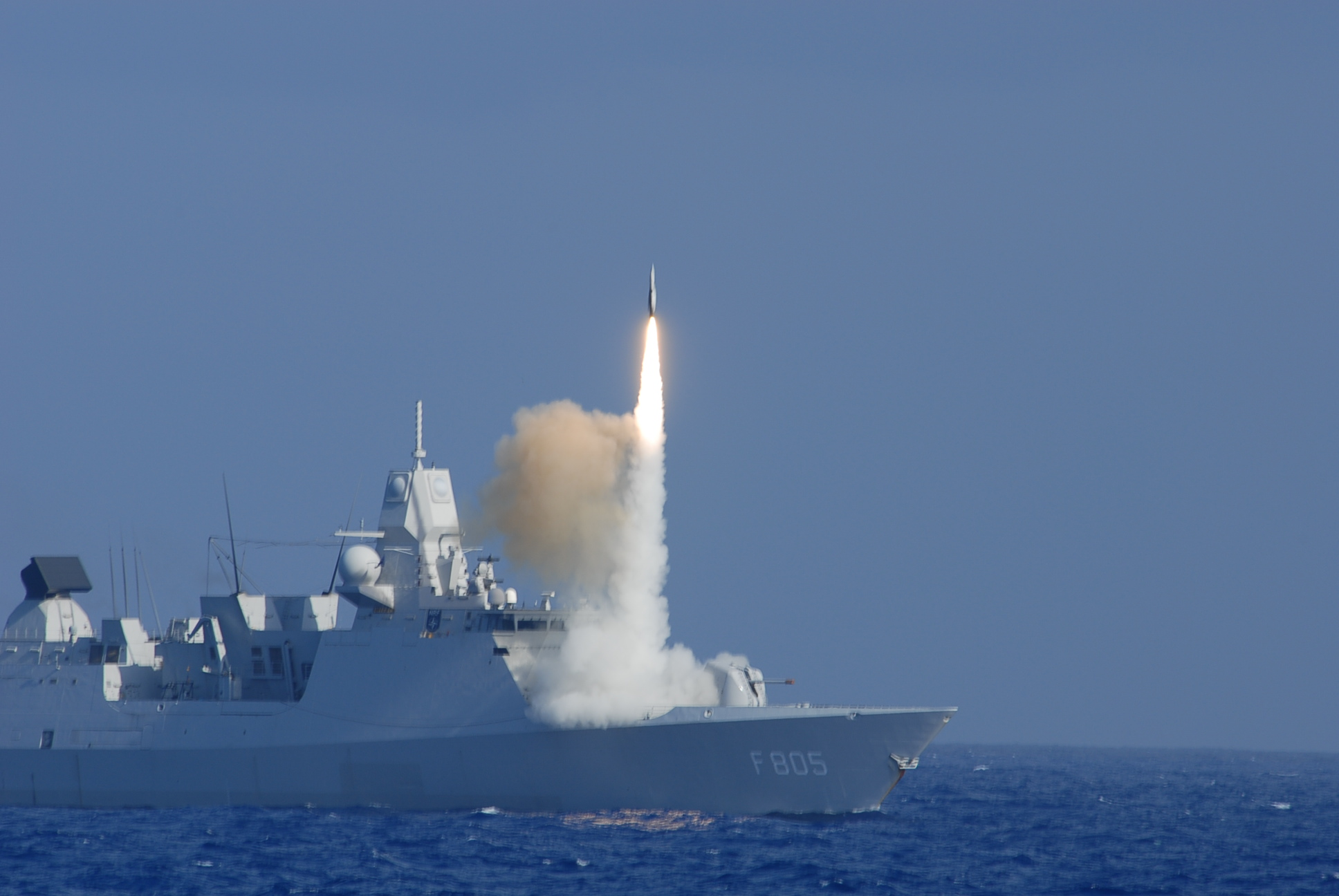
Start einer SM-2 von Bord der Evertsen
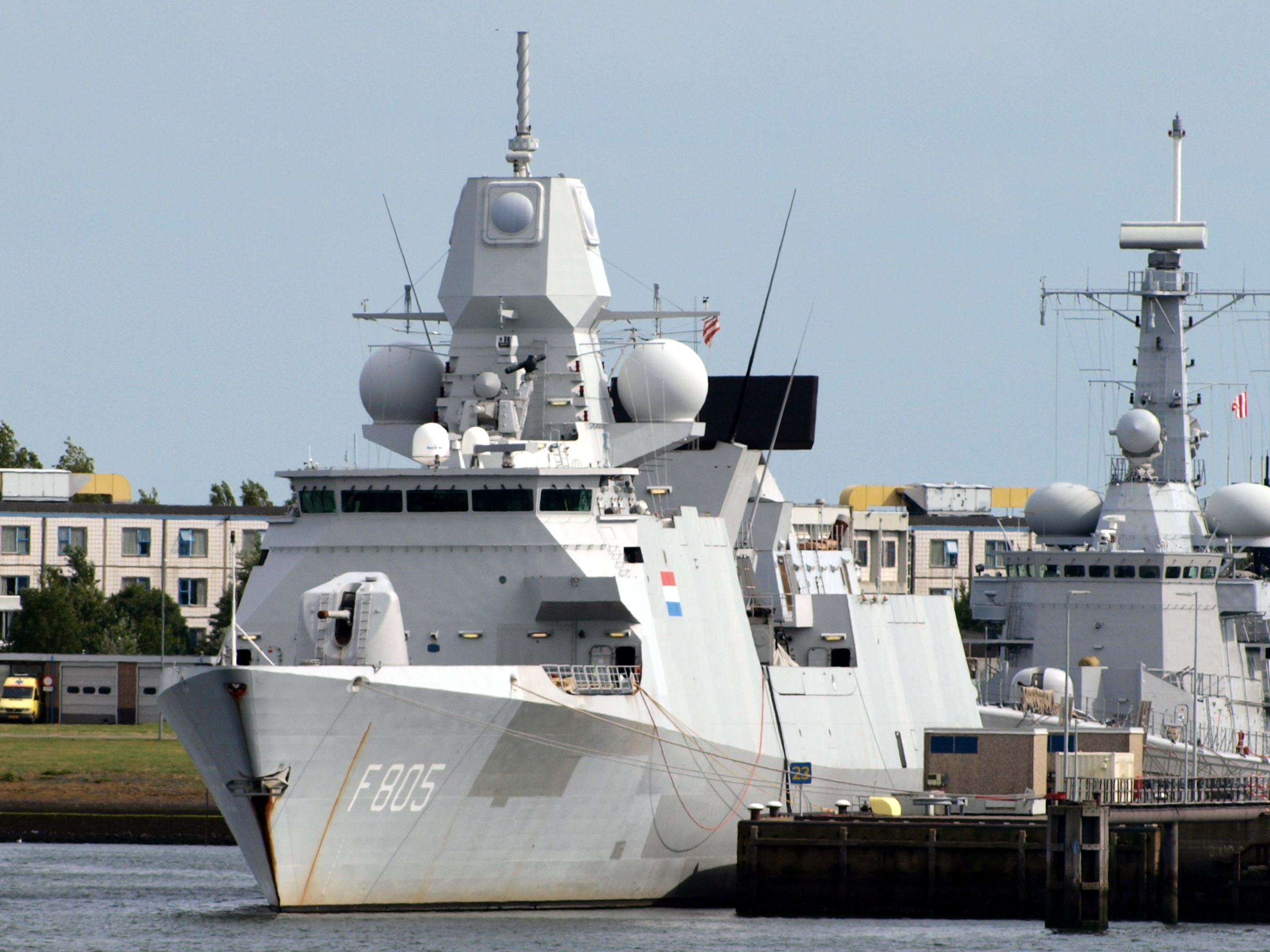
Bugansicht
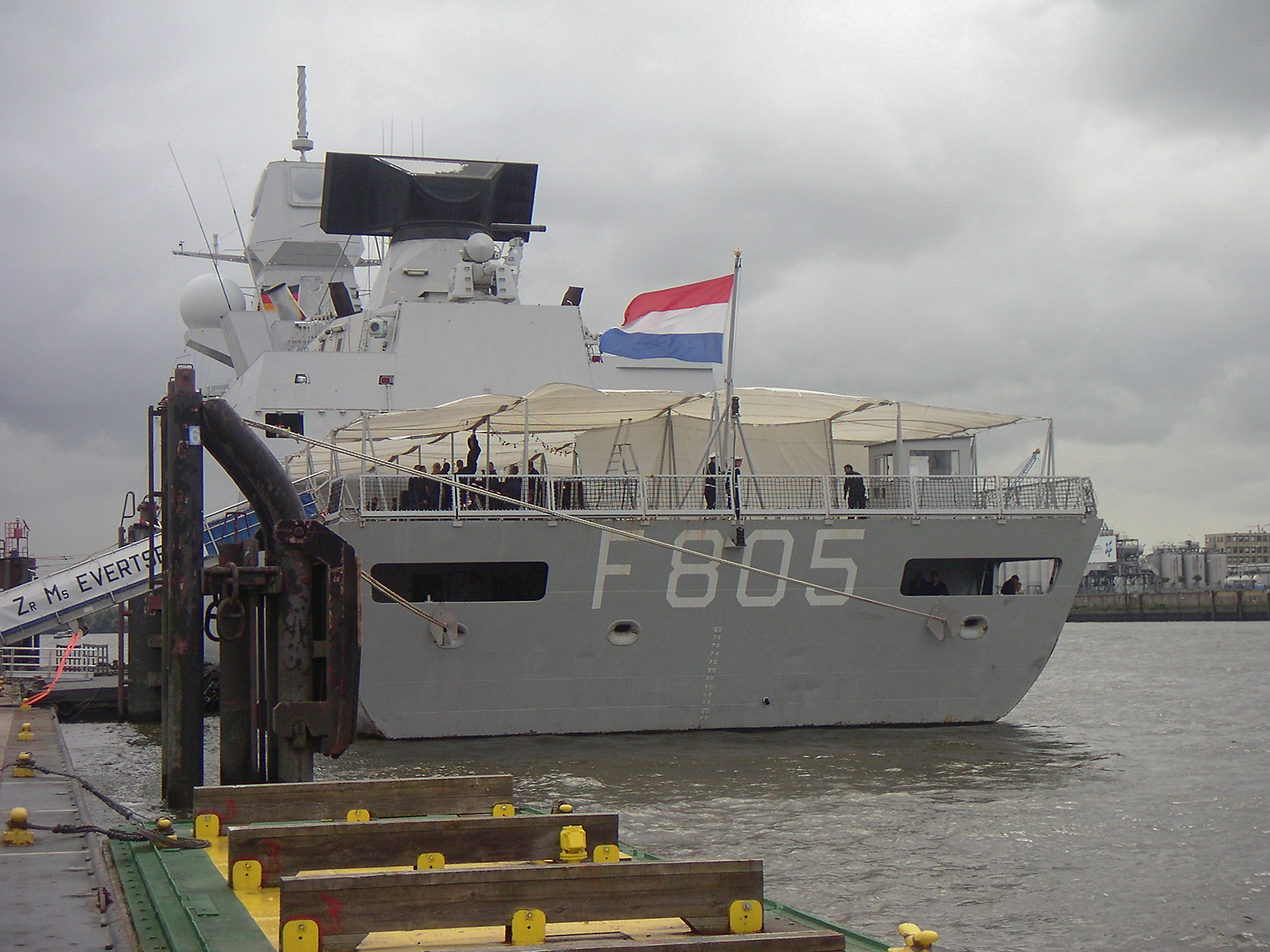
Heckansicht
Im Hafen von Ventspils
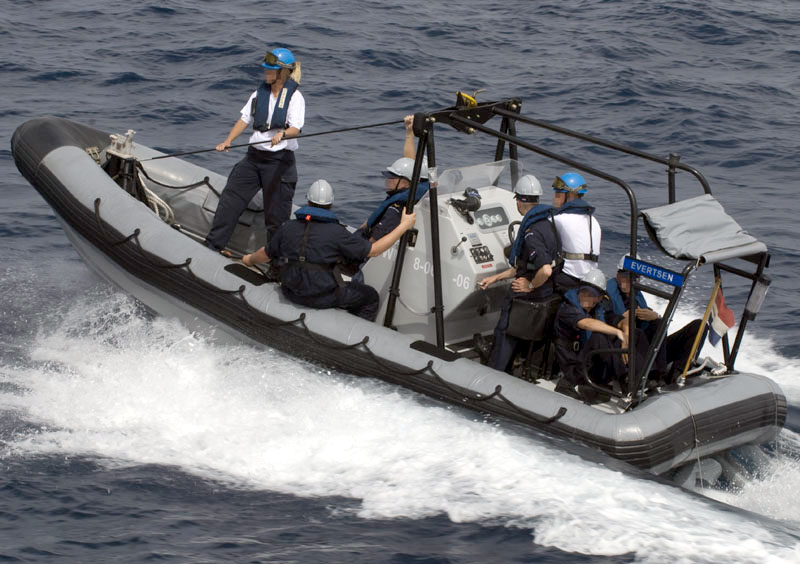
Eines der Beiboote